# NGC 4807A
NGC 4807A је елиптична галаксија у сазвежђу Береникина коса која се налази на NGC листи објеката дубоког неба.
Деклинација објекта је + 27° 32' 38" а ректасцензија 12h 55m 30,8s. Привидна величина (магнитуда) објекта NGC 4807 износи 15,2 а фотографска магнитуда 16,2.